# Lucas Klein
Lucas Klein (Zweeloo, 6 januari 1952) is een Nederlandse kunstenaar.

## Leven en werk
Klein volgde een opleiding aan Academie Minerva (1974-1979) in Groningen, waar hij les kreeg van onder andere Johan Sterenberg en Karl Pelgrom. Kort na het afronden van zijn opleiding deed hij al mee aan de tentoonstelling Groningen Monumentaal (1980), waar het werk van Groninger beeldhouwers werd getoond. Klein ontving twee keer de Werkbeurs van het Ministerie van Onderwijs, Cultuur en Wetenschap (1985). Hij werd midden jaren 90 docent beeldhouwen en boetseren bij de Meldij in Drachten en het ICO in Assen.
Klein maakte onder meer diverse werken die bij scholen werden geplaatst en het Joods Monument (1994) bij het NS-station Hoogezand-Sappemeer.

## Enkele werken
- 1984 schildpad en torentje, bij een basisschool in Foxhol
- 1989 Boog in Tolbert
- 1991 Fruitpiece, Hoogezand
- 1992 Stadsomroeper, Appingedam
- 1994 Joods monument aan de Stationsstraat in Hoogezand